# Trofeo Karlsberg 2006

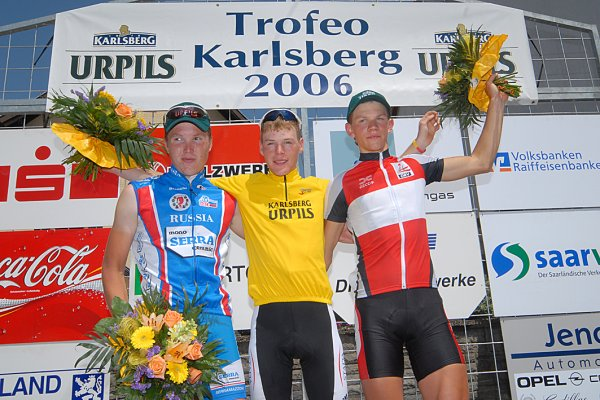
V. l. n. r.: Dmitri Sokolow (Russland), der Sieger Oliver Giesecke (Deutschland), Matthias Krizek (Österreich)

Die 19. Trofeo Karlsberg fand vom 15. bis 18. Juni 2006 statt.
Geprägt wurde diese Tour vom Zweikampf zwischen der russischen und der deutschen Nationalmannschaft.
Der Russe Dmitri Sokolow sah nach dem Sieg auf der ersten Etappe und zwei zweiten Etappenplätzen lange Zeit wie der Gesamtsieger aus, ehe Oliver Giesecke die vierte und fünfte Etappe gewinnen und damit Sokolow die Gesamtführung noch abnehmen konnte. Dritter wurde der Österreicher Matthias Krizek.

## Mannschaften
An den Start gingen 119 Junioren aus den Nationalteams Deutschland Straße, Deutschland Bahn, Schweden, Usbekistan, Russland, USA, Belgien, Niederlande, Österreich, Slowenien, Slowakei, Luxemburg und Dänemark.
Regionalmannschaften: Bayern, Thüringen, Sachsen, Rheinland-Pfalz und Saarland
Internationale Mannschaften: Team Tekton (Südafrika), Team Rinascita Ormelle Pinarello (Italien)

## Etappen
| Datum         | Strecke                                | km    | Etappensieger   | Zweiter          | Dritter         | Gesamtführender |
| ------------- | -------------------------------------- | ----- | --------------- | ---------------- | --------------- | --------------- |
| 15. Juni      | Saarbrücken – Saarbrücken              | 101,0 | Dmitri Sokolow  | Ralf Matzka      | Marcel Kittel   | Dmitri Sokolow  |
| 16. Juni      | Blieskastel – Blieskastel              | 104,0 | Felix Rinker    | Dmitri Sokolow   | Lucas Schädlich | Dmitri Sokolow  |
| 17. Juni      | Einzelzeitfahren – Gersheim Medelsheim | 11,2  | Marcel Kittel   | Dmitri Sokolow   | John Degenkolb  | Dmitri Sokolow  |
| 17. Juni      | Völklingen – Großrosseln               | 84,5  | Oliver Giesecke | Sebastian Bauman | John Degenkolb  | Oliver Giesecke |
| 18. Juni      | Gersheim                               | 136,5 | Oliver Giesecke | Michael Weicht   | Jegor Silin     | Oliver Giesecke |
| Gesamtwertung |                                        | 437,2 | Oliver Giesecke | Dmitri Sokolow   | Matthias Krizek |                 |